# Ткач Михайло Михайлович

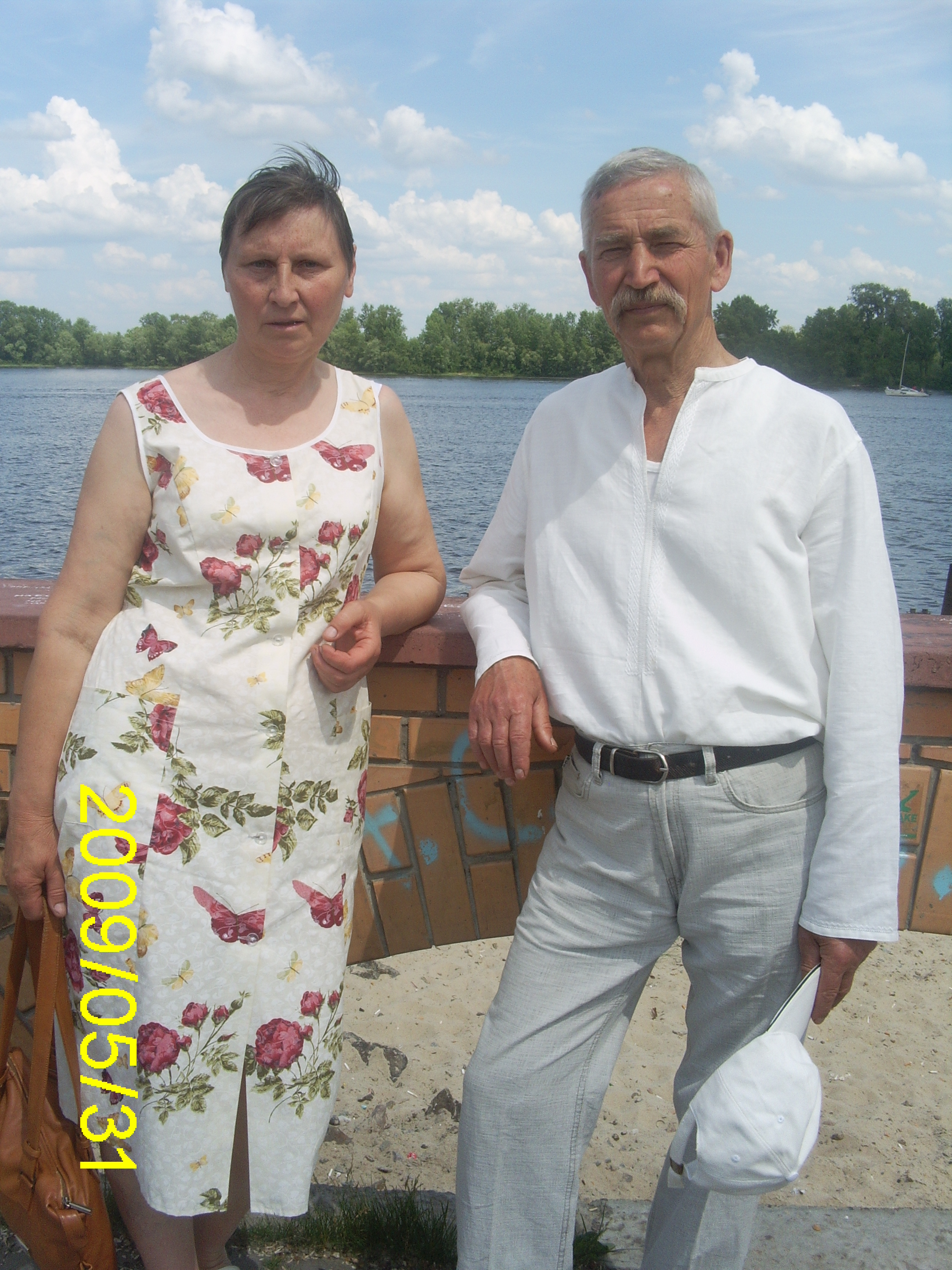
Михась Ткач з дружиною Ларисою Ткач

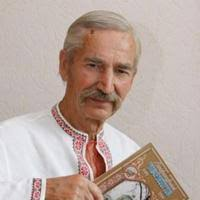
Михась Ткач, 2011

Михась (Михайло) Михайлович Ткач (19 вересня 1937, с. Сахнівка, Менський район, Чернігівська область) — український прозаїк, журналіст, публіцист, критик, художник, головний редактор обласного журналу «Літературний Чернігів». Член Національної спілки письменників України (2002);. Член НСЖУ. Заслужений працівник культури України.

## Життєпис
Народився у козацькій родині. По материнській лінії коріння родоводу сягає в глибину XVIII століття, коли далекий пращур переселився на Придесення з Запорізької Січі. Мати, Ганна Марківна Зубок, Батько, Михайло Веремійович Ткач, землероб і ремісник (тесля).
Після закінчення семирічки (1953) працює в колгоспі орачем і косарем, возить сіно, солому, виконує функції обліковця.
У 1956 році був покликаний на військову службу (відбував її в Туркменістані, в пустелі Кара-Кум, в танковому батальйоні).
Після демобілізації (1958) закінчує вечірню Сахнівську (тоді — Ленінівську) середню школу, вчиться в Ніжинському технікумі механізації. Отримавши диплом, деякий час працює трактористом, помічником бригадира тракторної бригади.
Переїхавши до Чернігова, працює художником в історичному музеї ім. В. Тарновського, художником на заводі синтетичного волокна, будівельному тресті, а по закінченні навчання в Остерському будівельному технікумі — майстром, виконробом, інженером-проектувальником. Розробляє проекти індивідуальних будинків, притаманних Чернігівщині.
Пізніше закінчив Заочний народний університет мистецтв у Москві, факультет малюнка і живопису (1965).
Дружина, Ткач Лариса— поетеса, автор книжок для дітей та дорослих.
Молодший брат, Микола Ткач — поет і етнолог, професор Київського університету культури і мистецтв.

## Громадська діяльність
На початку 1990-х взяв участь у заходах, спрямованих на утвердження нашої незалежності. Став членом Товариства української мови ім. Т. Шевченка (нині «Просвіта»), деякий час працював відповідальним секретарем цього Товариства.
Аніматор літературного процесу. У 1992 році створює і з того часу очолює незалежну громадську організацію — Літературну спілку «Чернігів», подає ідею і разом з колегами засновує журнал «Чернігів» (з 1993 виходить під назвою «Літературний Чернігів»);
Організатор та учасник багатьох літературних фестивалів, творчих вечорів, громадських літературних заходів, обласних конкурсів серед творчої молоді.
Засновник і голова журі обласної літературно-мистецької премії імені Леоніда Глібова (з 2002 року).
Член Національної спілки письменників України (2002);
Член НСЖУ.

## Творчість
Видає технічну книгу «Ремонт і спорудження будинків на замовлення населення».
Як літератор дебютує у журналі «Вітчизна» № 10 за 1973 оповіданням «Неспокій». Помітив автора прозаїк Микола Олійник. Згодом з'являються його твори в журналі «Жовтень», альманасі «Вітрила», газеті «Деснянська правда» та інших періодичних виданнях. Перша книга прози «Сонячний полудень» побачила світ у видавництві «Молодь» у 1979 році.
Є автором книжок:
- «Сонячний полудень» (Повість, оповідання), видавництво «Молодь», 1979, рецензія письменника Володимир Дрозд.
- «Світле диво», 1987
- «Святковий ранок», 1993
- «Дике поле», 1994
- «Гірка ягода калини», 1996
- «Веселий Штанько», 1997 (перевидання 2007)
- «Відлуння душі», 1999
- «Зимові сюрпризи», 2002
- «Багряні громи», 2004
- «Ласий ведмідь», 2005
- «Осінні акорди», 2006
- «На зламі століть»,2007
- «Анюта», 2007
- «Спадок»,2011
- «Зерна слова» 2012
- «Хочеться грози». — Чернігів: Видавець Лозовий В. М., 2015. — 400 с. ISBN 978-617-7223-60-2
- «Зойк сови», 2015
- «Малярство», 2016 (книга — альбом власних малярських робіт)
- Ткач М. У проміжках дерев / Михась Ткач. — Чернігів: Вид. Лозовий В. М., 2017. — 376 с. (перевидання 2018)
- ."Твори" (в трьох томах) (2019); .
- "Тепло забутого сонця",2024

Є автором повісті "Пахне любисток і м"ята" про історію свого роду. Окремі твори перекладені англійською та російською мовами.
Твори М. Ткача увійшли до хрестоматій, антологій та посібників з української літератури. Хрестоматія « Українська література для дітей» («Ласий ведмідь», «Як кіт перехитрив вовка», « Веселий Штанько», « Зимові сюрпризи»)  рекомендована Міністерством освіти для вищих навчальних закладів. Упорядник — Оксана Гарачковська. Антологія українського автографа «Віщі знаки думки, серця і руки»(Проєкт Володимира Качкана), «Антологія творів лауреатів премії ім.. М. Коцюбинського»(" Зор"яна ніч", «Літнього вечора», «Сині очі Маньки»), антологія  письменників Чернігівщини «Ужинок за сорок літ»(«Спадок», «Мелодія обірваної струни»), альманах «Литаври», 2016(«Лебедині крила»(українською і англійською мовами), альманах « Литаври»2017(«На  Великдень», «Давай романтику») . Друкувався в журналах « Київ», «Хортиця», «Дзвін», «Склянка часу», газеті «Літературна Україна»,"Сівач","Олександрійський маяк" та інших періодичних виданнях.
Співупорядник антологій — «Чернігівська Шевченкіана», «Ужинок за сорок літ» (твори письменників Чернігівщини), «Толока». Упорядник книги спогадів «Моє життя» емігранта Павла Пришиби та життєпису «Ганна Барвінок».
Багаторазовий переможець обласного літературного конкурсу «Книга року».
2007 року вийшла книга про творчість Михася Ткача «Світ правди і краси» . Автор — професор, літературознавець Володимир Кузьменко. 2013 році — книга літературознавчих статей про письменника «Від любові до болю» (упорядник В. Сапон).

## Відзнаки
- Лауреат літературної премії імені Михайла Коцюбинського
- Лауреат Міжнародної літературної премії імені Григорія Сковороди
- Лауреат премії імені Миколи Гоголя
- Лауреат премії імені Івана Кошелівця.
- Лауреат премії імені Пантелеймона Куліша
- Заслужений працівник культури України[2](2009).
- Лауреат почесної відзнаки — медалі Івана Мазепи (2016)[3]
- Нагороджений медаллю Національної спілки письменників України «Почесна відзнака»,
- Нагороджений Почесною грамотою Міністерства культури
- Неодноразово відзначений грамотами Чернігівської обласної адміністрації та обласної ради.